# Arktiskt-alpina botaniska trädgården

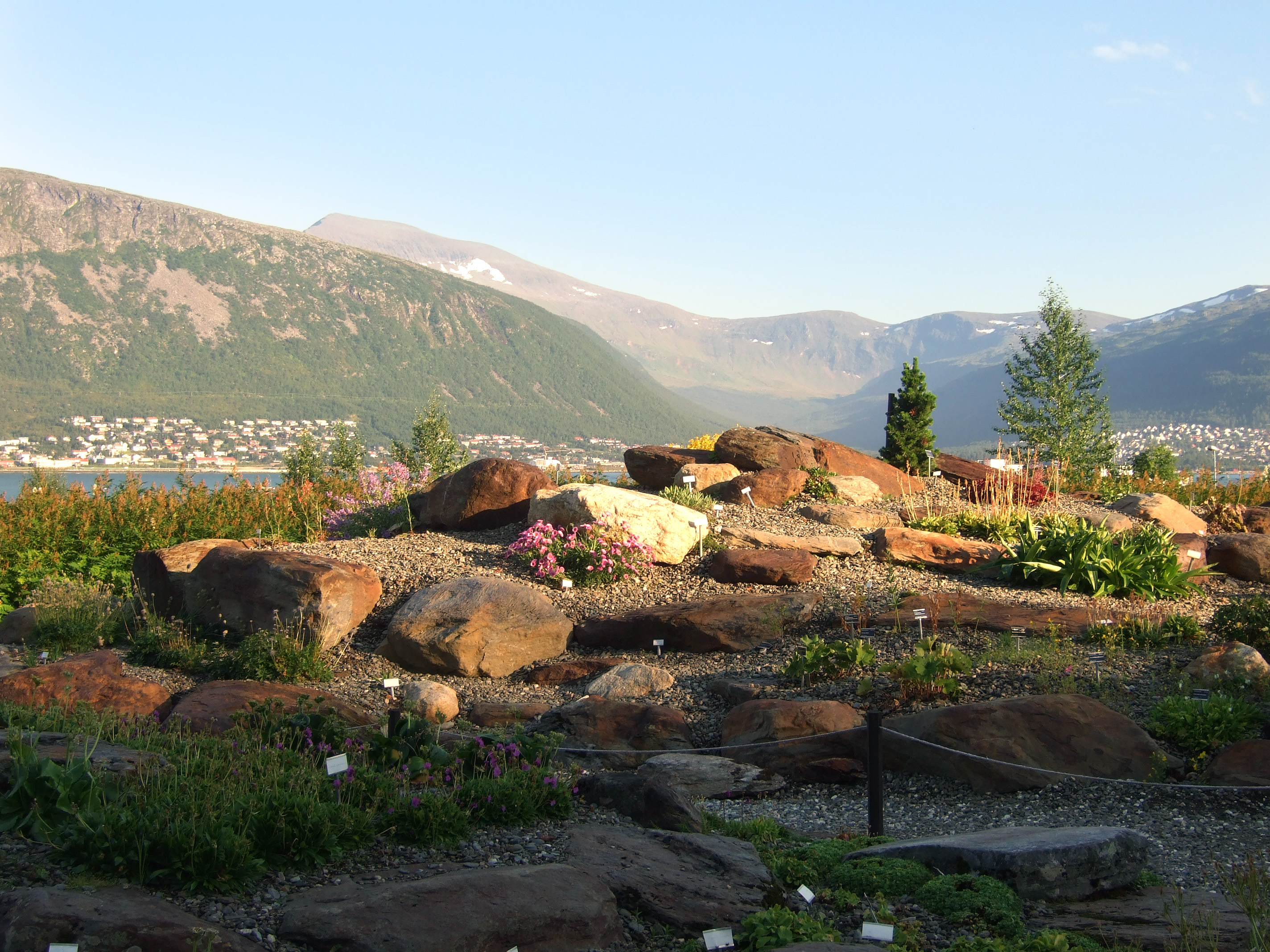
Botaniska trädgården i Tromsø, med utsikt mot Tromsdalen och med
Tromsdalstinden i bakgrunden

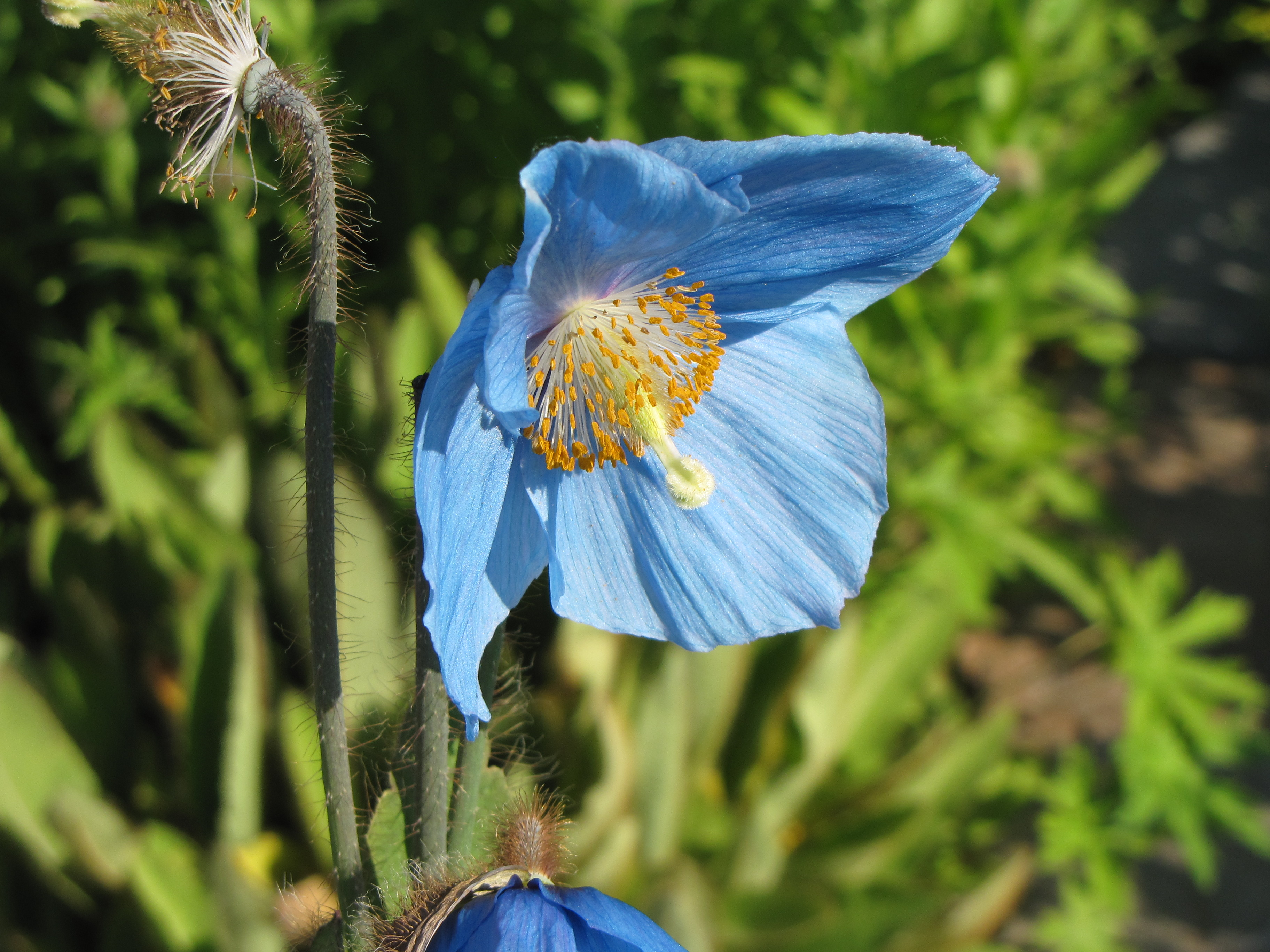
Blå bergvallmo i Botaniska trädgården i Tromsø

Arktiskt-alpina botaniska trädgården (no. Tromsø arktisk-alpine botaniske hage eller Tromsø botaniske hage) är med sin belägenhet i Tromsø på nästan 70 grader nordlig bredd världens nordligaste botaniska trädgård.
Den 1,8 hektar stora trädgården, som öppnades i juli 1994, ligger sydost om universitetsområdet, med utsikt mot fjällen i ost och syd. Det nordliga läget, motsvarande Alaskas nordkust, för tankarna till ett extremt polarklimat. En gren av Golfströmmen går emellertid upp längs Nordnorges kust och har ett modererande inflytande. Tromsø har därför en relativt mild vinter (dygnsmedeltemperatur i januari −3,8 °C) och en relativt kylig sommar (dygnsmedeltemperatur i juli 11,8 °C).
Från 15 maj till 27 juli är solen över horisonten hela tiden. Dessa två månader med midnattssol kompenserar något för den korta växtsäsongen och de låga temperaturerna. Teoretiskt sett maximalt antal soltimmar är omkring 600 per månad i maj, juni och juli, medan det faktiska antalet soltimmar i genomsnitt för varje av dessa tre månaderna är omkring 200. Från 21 november till 17 januari går solen aldrig över horisonten. Snön täcker vanligtvis marken från oktober-november och ackumuleras till början av april. Därefter avtar snödjupet gradvis och marken är som regel bar i mitten av maj nära sjön, medan den kan ligga till långt in på sommaren på högre höjd. Säsongen i botaniska trädgården är vanligtvis från slutet av maj till mitten av oktober.
Arktiskt-alpina botaniska trädgården i Tromsø är en del av Universitetsmuseet i Tromsø vid Universitetet i Tromsø.

## Viktiga samlingar
- Rhododendron (t.ex. Rhododendron lapponicum)
- Meconopsis
- Aster
- Polemonium
- Erigeron
- Codonopsis
- Saxifraga
- Allium
- Silene
- Tellima
- Roskultivarer